# Noélio Sobrinho
Noélio Sobrinho (Amapá, 1970) é um empresário e surfista brasileiro. Ao lado do pai, Francisco Sobrinho, foi o fundador do Campeonato Brasileiro de Surf na Pororoca, disputado desde 1999. Noélio Sobrinho também é presidente da Associação Brasileira de Surf na Pororoca (Abraspo) e um dos pioneiros da modalidade esportiva.

## Biografia
Nascido no Amapá, Noélio Sobrinho não foi o primeiro a surfar uma pororoca, privilégio que coube ao pernambucano Eraldo Gueiros e ao carioca Guga Arruda, no Rio Araguari, Amapá. Todavia, ele e três outros surfistas foram os primeiros a enfrentar a pororoca no Canal do Perigoso, na Ilha de Marajó, em 1998. Em 1999, ao lado do pai, criou o Campeonato Brasileiro de Surf na Pororoca, disputado no rio Capim, em São Domingos do Capim, Pará, e cujo sucesso levou à criação de etapas em Cotias do Araguari, no Amapá, e em Arari, no Maranhão.
Em 2013, Noélio Sobrinho e sua equipe da Abraspo, foram convidados pela prefeitura de Hangzhou, China, a surfar a pororoca "Dragão Prateado" do rio Qiantang. Todavia, a passagem do tufão Fitow mudou os planos da equipe, e eles terminaram por ir para a Indonésia, onde puderam surfar a pororoca Bono, no rio Kampar, ilha de Sumatra. Estas e outras histórias sobre surfe na pororoca, foram reunidas no livro "Auêra-auara", lançado em 2014.

## Livro
Em 2014, Noélio Sobrinho lançou o livro "Auêra Auara – Pororoca – A onda do Brasil" (o termo "Auêra Auara" significaria "tudo de bom", segundo os surfistas). Na obra, ele reuniu relatos sobre suas experiências com o surfe na pororoca.